# ツーイ針
- トーイ針
- トゥーイ針

ツーイ針 （つーいしん、英: Tuohy needle）は、先端がごくわずかに湾曲した中空の注射針で、硬膜外カテーテル挿入に適している。麻酔科学関連の成書や文献ではTuohy針と記載されている事が多い。硬膜外針とも呼ばれる。中空の外針と、外針と嵌合するサイズの内針で構成される。外針には注射器が接続可能である。この部分はハブ(英語: hub)と呼ばれる。

## 解説
ツーイ針は、硬膜外腔に刺す針である。硬膜外鎮痛・麻酔を持続的に行うために、細い中空カテーテル（硬膜外カテーテル）をツーイ針から硬膜外腔に通し、針を抜いた後もそのままにしておくことがある。硬膜外針やカテーテルには複数の種類があるが、先進国の現代医療では、無菌性を確保するためにディスポーザブル（使い捨て）製品が使用される。
硬膜外針は、硬膜の穿刺を防ぐため、先端が湾曲した形状になっている。しかし、偶発的な硬膜穿刺の後、最大で85%の患者に頭痛が生じ、周術期の大きな合併症となる。針の先端を硬膜線維の長軸方向と平行に向けて穿刺し、硬膜外腔を確認することで頭痛の発生率を下げることができ、その後の硬膜裂傷が大きくならないようにはできる。

硬膜外腔への到達を確認するには生理食塩水を充填した注射器をこの針に接続して、針を進め、注射器内の圧力の低下を感じ取る方法(抵抗消失法)が、よく用いられる。本法はドリオッティの原理とも呼ばれる。

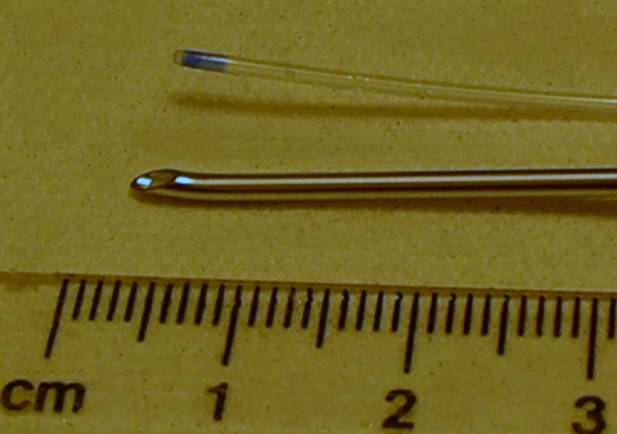
針とカテーテル先端の拡大写真で、針の先端が曲がっているのがわかる。針の内腔を通過したカテーテルが45度の角度で進むように、針の先端にコアリング防止の湾曲が施されている。

## 形式
硬膜外針のタイプは下記の通り:
- Crawford針
- Tuohy針
- Hustead針
- Weiss針
- Sprotte Spezial針
- その他の硬膜外針:Wagner針(1957)、Cheng針(1958)、Crawley針 (1968)、Foldes針 (1973)、Bell針 (1975)—いずれもヒューバー加工[4]の変種で、先端が鈍く、切れ味はさまざまである。
- Crawford針の変種であるBrace針、硬膜外単回使用のためのペンシルポイント設計のLutz硬膜外針（1963）、ルアーロックハブのツーイ針であるScott針（1985）、脊椎硬膜外併用麻酔用に設計されたEldor針（1993）などの変種もある。

## 歴史
この針は、1940年にシアトルの歯科医Ralph L. Huber（1915-2006）が発明したが、1945年に初めて普及させた20世紀のアメリカの麻酔科医Edward Boyce Tuohy（1908-1959）の名で知られている。

## 参考
- “The Evolution of Spinal and Epidural Needles : From the Origins to the Current”.   Cothon.Net. 2012年2月25日時点のオリジナルよりアーカイブ。2023年1月14日閲覧。
- Frölich, MA; Caton, D (July 2001). “Pioneers in epidural needle design.”. Anesthesia and Analgesia 93 (1):  215–20. doi:10.1097/00000539-200107000-00043. PMID 11429369.